# فيوريل إيوان
فيوريل إيوان (بالرومانية: Viorel Ion)‏ هو مدرب كرة قدم ولاعب كرة قدم روماني في مركز الهجوم، ولد في 2 نوفمبر 1967 في رومانيا. شارك مع منتخب رومانيا لكرة القدم. أما مع النوادي، فقد لعب مع رابيد بوخارست ونادي أوتسيلول غالاتسي ونادي بوخوم ونادي ستيوا بوخارست وFCM Dunărea Galați ‏ وCSM Alexandria ‏ وFC Gloria Buzău ‏.

## وصلات خارجية
- فيوريل إيوان على موقع الاتحاد الدولي (مؤرشف)  (الإنجليزية)
- فيوريل إيوان على موقع قاعدة بيانات كرة القدم.إي يو (الإنجليزية)
- فيوريل إيوان على موقع بيانات كرة القدم. دي إي (الألمانية)
- فيوريل إيوان على موقع ناشيونال فوتبول تيمز (الإنجليزية)
- فيوريل إيوان على موقع عالم كرة القدم.نت (الإنجليزية)